# Ever (лінія ЛРТ, Йонг'ін)
Ever (лінія ЛРТ, Йонг'ін) (кор. 용인 경전철) — естакадна лінія ЛРТ в місті Йонг'ін провінції Кьонгі. Доповнює систему Сеульського метрополітену в яку повністю інтегрована.

## Історія
Будівництво лінії розпочалося 17 грудня 2005 року, основні будівельні роботи були завершені у 2010 році. Лінію планували відкрити у наступному році разом з новою ділянкою лінії Пунданг, але через конфлікт замовника будівництва, інвесторів та міської влади Йонг'іна цього не сталося. Судова тяганина тривала більш двох років поки не було знайдене компромісне рішення яке дозволило відкрити рух на лінії. Офіційне відкриття сталося 26 квітня 2013 року.

## Лінія
Переважно естакадна, повністю автоматизована лінія обслуговує місто Йонг'ін та доставляє відвідувачів найбільшого розважального парку Кореї — Everland. Лінію обслуговують 30 одновагонних автоматизованих потягів Innovia Metro виробництва Bombardier Transportation. На відміну від переважної більшості ліній Сеульського метро потяги на яких живляться від повітряної контактної мережі, потяги лінії Ever живляться від контактної рейки.

## Станції
Більшість станцій на лінії естакадні (лише станції «Кангнамський університет» та «Чонде / Еверленд» — наземні), всі станції мають берегові платформи.
| Ever      |                                    |                  |                               |                                               |           |
| № станції | Назва українською                  | Назва корейською | Назва англійською             | Розташування                                  | Пересадка |
| Y110      | «Гіхинг»                           | 기흥             | "Giheung "                    | Район Гіхинг, місто Йонг'ін, провінція Кьонгі | Пунданг   |
| Y111      | «Кангнамський університет»         | 강남대           | «Kangnam University»          | Район Гіхинг, місто Йонг'ін, провінція Кьонгі |           |
| Y112      | «Чісок»                            | 지석             | «Jiseok»                      | Район Гіхинг, місто Йонг'ін, провінція Кьонгі |           |
| Y113      | «Очонг»                            | 어정             | «Eojeong»                     | Район Гіхинг, місто Йонг'ін, провінція Кьонгі |           |
| Y114      | «Донгпек»                          | 동백             | «Dongbaek»                    | Район Гіхинг, місто Йонг'ін, провінція Кьонгі |           |
| Y115      | «Чходанг»                          | 초당             | «Chodang»                     | Район Гіхинг, місто Йонг'ін, провінція Кьонгі |           |
| Y116      | «Самга»                            | 삼가             | «Samga»                       | Район Чхоін, місто Йонг'ін, провінція Кьонгі  |           |
| Y117      | «Мерія / Йонг'інський університет» | 시청·용인대      | «City Hall–Yongin University» | Район Чхоін, місто Йонг'ін, провінція Кьонгі  |           |
| Y118      | «Університет Мьонгчі»              | 명지대           | «Myongji University»          | Район Чхоін, місто Йонг'ін, провінція Кьонгі  |           |
| Y119      | «Кімнянгчанг»                      | 김량장           | «Gimnyangjang»                | Район Чхоін, місто Йонг'ін, провінція Кьонгі  |           |
| Y120      | «Стадіон / Коледж Сонгдам»         | 운동장·송담대    | «Stadium–Songdam College»     | Район Чхоін, місто Йонг'ін, провінція Кьонгі  |           |
| Y121      | «Кочін»                            | 고진             | «Gojin»                       | Район Чхоін, місто Йонг'ін, провінція Кьонгі  |           |
| Y122      | «Бопхьонг»                         | 보평             | «Bopyeong»                    | Район Чхоін, місто Йонг'ін, провінція Кьонгі  |           |
| Y123      | «Дунчон»                           | 둔전             | «Dunjeon»                     | Район Чхоін, місто Йонг'ін, провінція Кьонгі  |           |
| Y124      | «Чонде / Еверленд»                 | 전대·에버랜드    | «Jeondae–Everland»            | Район Чхоін, місто Йонг'ін, провінція Кьонгі  |           |

## Галерея

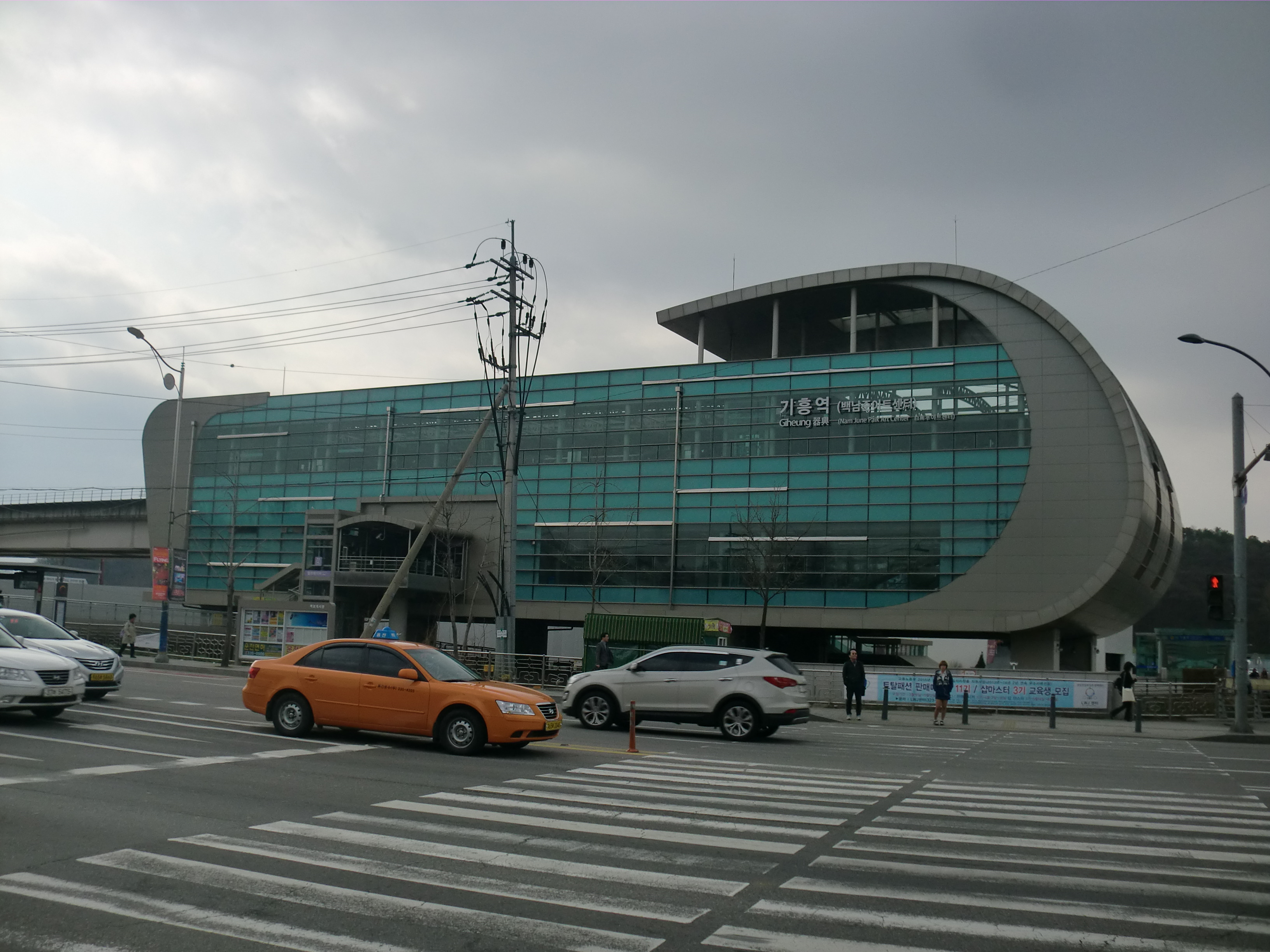
Кінцева станція «Гіхинг»
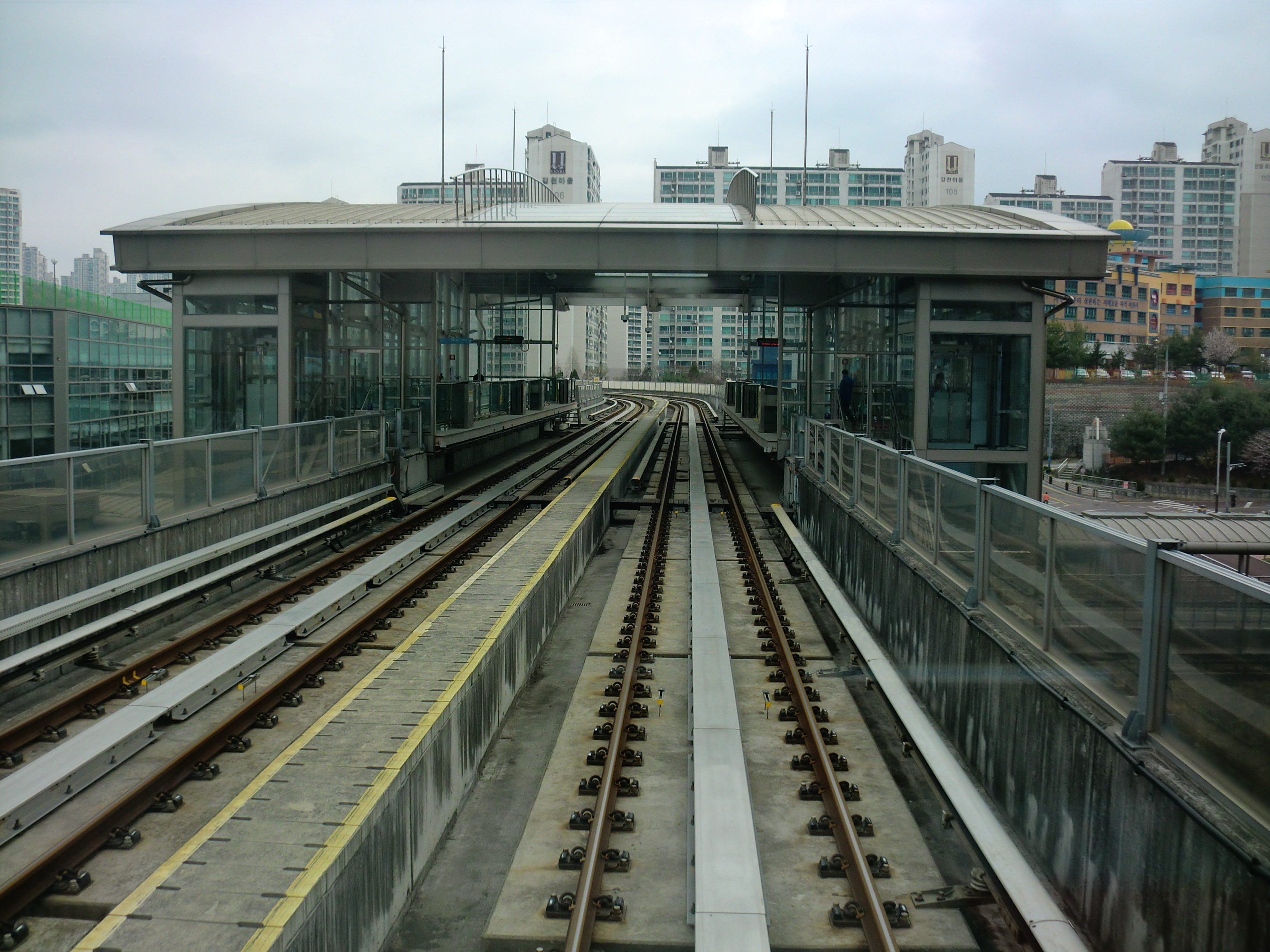
Станція «Чісок»
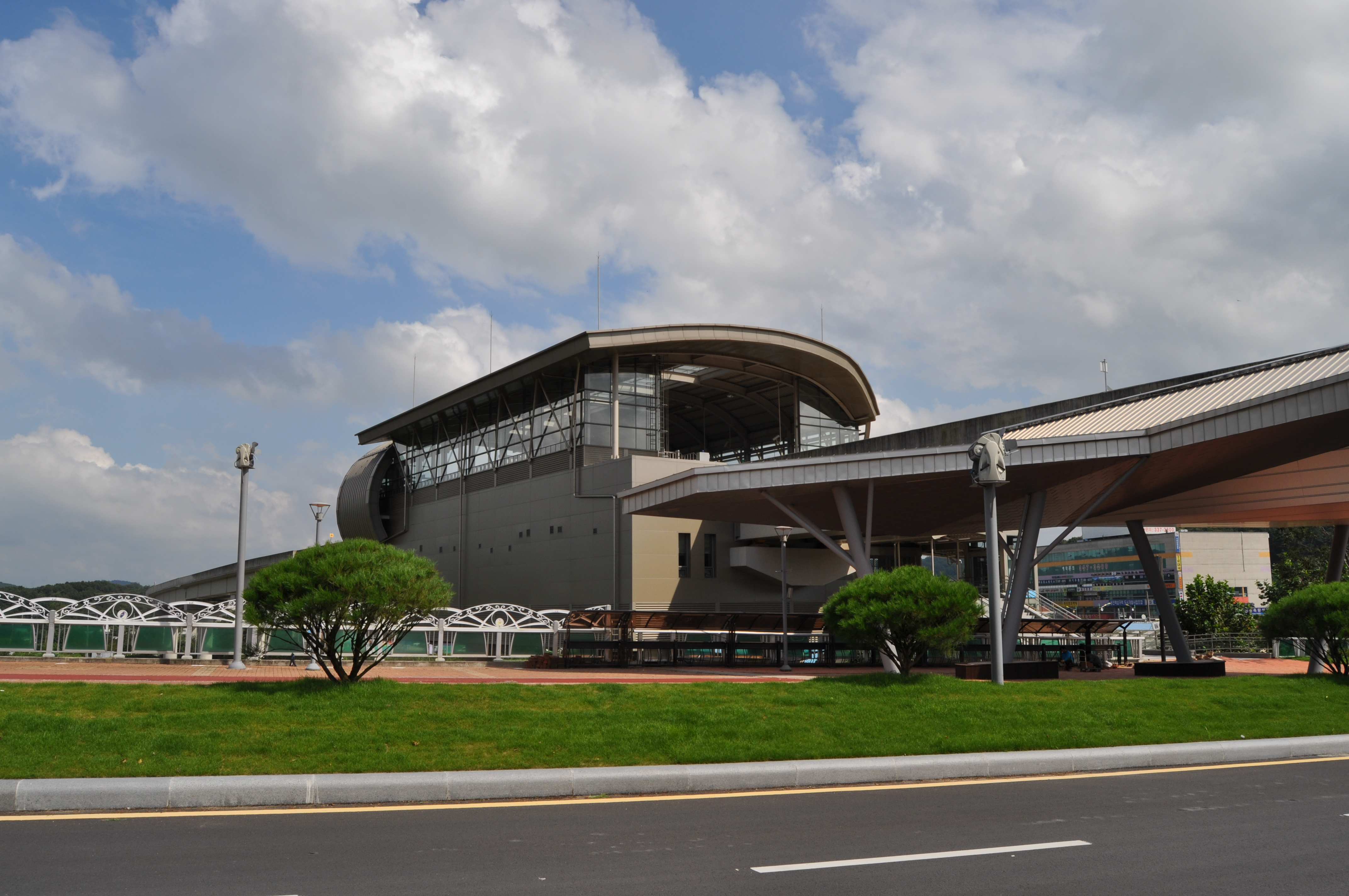
Станція «Мерія / Йонг'інський університет»
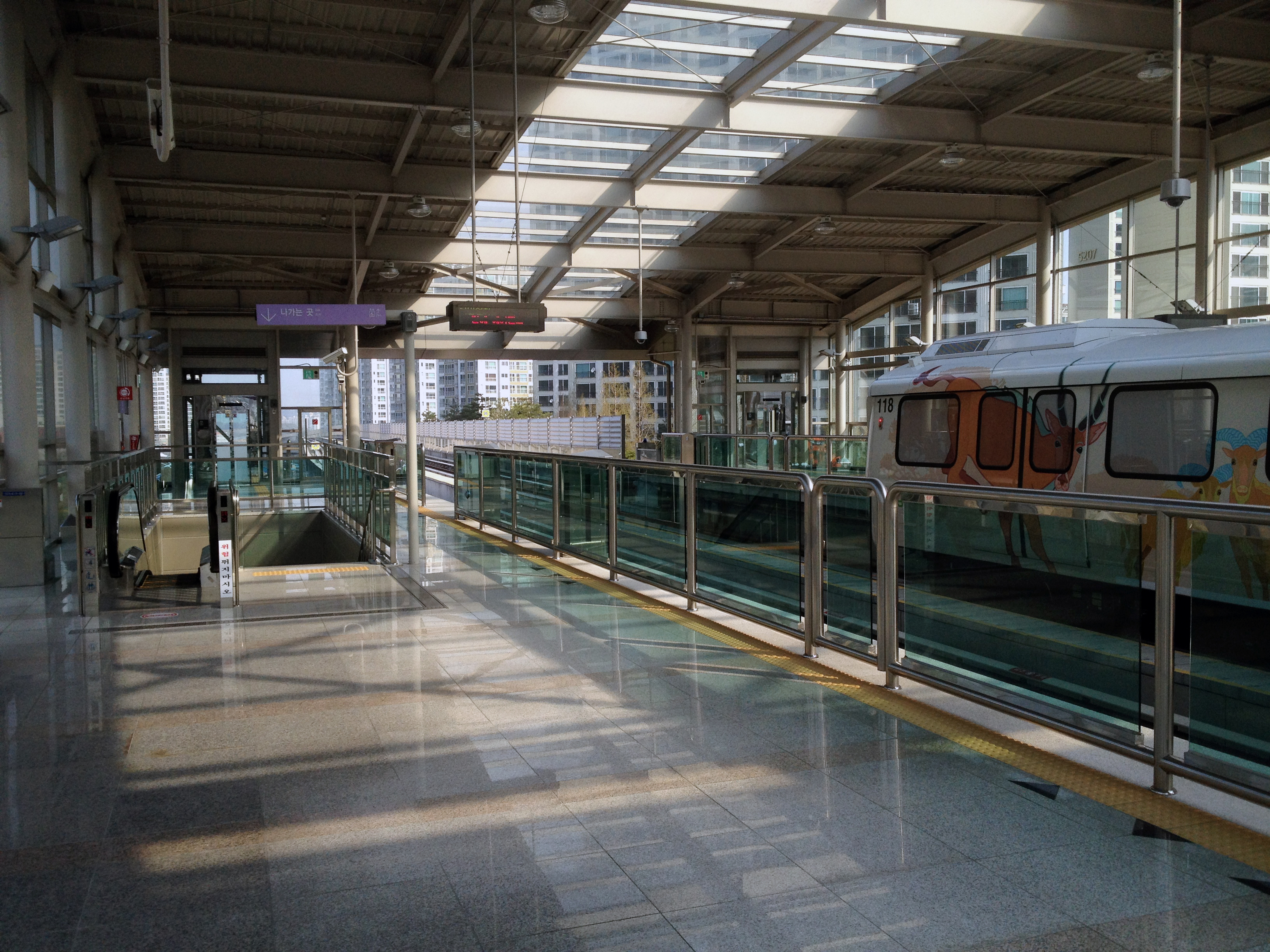
Платформа станції «Чходанг»